# Districtul In Buri
In Buri (în thailandeză อินทร์บุรี) este un district (Amphoe) din provincia Singburi, Thailanda, cu o populație de 57.771 de locuitori și o suprafață de 314,3 km².

## Componență
Districtul este subdivizat în 10 subdistricte (tambon), care sunt subdivizate în 101 de sate (muban).
| Nr. | Nume        | În thailandeză | Locuitori |
| --- | ----------- | -------------- | --------- |
| 1.  | In Buri     | อินทร์บุรี         | 11,150    |
| 2.  | Prasuk      | ประศุก          | 6,221     |
| 3.  | Thap Ya     | ทับยา           | 6,161     |
| 4.  | Ngio Rai    | งิ้วราย          | 5,604     |
| 5.  | Chi Nam Rai | ชีน้ำร้าย         | 4,386     |
| 6.  | Tha Ngam    | ท่างาม          | 5,340     |
| 7.  | Nam Tan     | น้ำตาล          | 3,584     |
| 8.  | Thong En    | ทองเอน         | 7,977     |
| 9.  | Huai Chan   | ห้วยชัน          | 4,909     |
| 10. | Pho Chai    | โพธิ์ชัย          | 2,439     |